# 三郷陶器
三郷陶器株式会社（さんごうとうき、Sango Toki co.,ltd ）は、愛知県尾張旭市に本社を置く陶磁器メーカーである。また直営店を本社に併設している。創業は1932年（昭和7年）10月。
従来はセイコー株式会社の子会社であったが、2006年3月14日に主要仕入先である昭和製陶株式会社に株式が譲渡された。
不動産子会社として2007年サンゴーコンシューマーサービスを設立し、尾張旭市に賃貸店舗を運営している。
2013年に東京事務所を千代田区神田東松下町に開設、2016年品川区東五反田に移転した。

## 事業所
- 本社（愛知県尾張旭市）
- 土岐事業部（岐阜県土岐市）
- 東京事務所(東京都品川区）